# Cinelerra
Cinelerra és un programa lliure d'edició i postproducció de vídeo per al sistema operatiu GNU/Linux. També es pot utilitzar com a reproductor d'àudio, i grava tant àudio com vídeo. Té capacitat per a retocar fotografies i permet importar directament fitxers MPEG, IFO, Ogg Theora i RAW.
Cinelerra té moltes característiques per a contingut sense comprimir, processament i producció d'alta resolució, però és poc amigable per als no professionals.
Existeixen dues versions del mateix projecte. La primera, heroinewarrior, correspon al nucli d'iniciadors i s'actualitza 2-3 cops a l'any; la segona, cvs, que vol dir versió comunitària, conté pedaços, connectors i més idiomes, que poden ser incorporats després al projecte mare.

## Història
Heroine Virtual desenvolupa el programa des de 1996. La seva primera versió s'anomenava Broadcast 1.0 i va ser impulsada per Adam Williams, amb la col·laboració de Michael Collins. El 1999 va passar a anomenar-se Broadcast 2000 i a l'agost de 2003 van decidir posar-li el nom de Cinelerra.
A l'abril de 2003, la comunitat d'usuaris i desenvolupadors de Linux va crear una nova branca del programa que van anomenar Cinelerra-CV. Aquesta va permetre més autonomia als usuaris per implementar pedaços i corregir errors. Va tenir continuïtat fins a l'agost de 2015.
El 2016 es va crear una tercera branca del programa amb el nom de Cinelerra-GG. El seus impulsors van ser W.P. Morrow (àlies Good Guy) i Phyllis Smith.

## Característiques
- Creació i edició
- Panoràmica d'imatges fixes
- Amidament de Media
- Pistes il·limitades
- Edició YUV a 16 bits
- Edició amb coma flotant
- Edició de forma lliure
- Firewire, MJPEG, bttv video I/O
- Firewire, OSS, Alsa audio I/O
- Utilització de SMP
- Efectes a temps real
- Quicktime, AVI, MPEG i seqüència d'imatge
- Imatges Open EXR
- Audio Ogg Vorbis
- Video Ogg Theora
- Representació interna de l'àudio amb 64 bits
- Motorització del headroom
- Plugins LADSPA
- Màscares de Bezier
- Seguiment de pistes com una consola real
- Diferents modes d'overlay
- Inversió de vídeo i àudio a temps real